# Björkberget

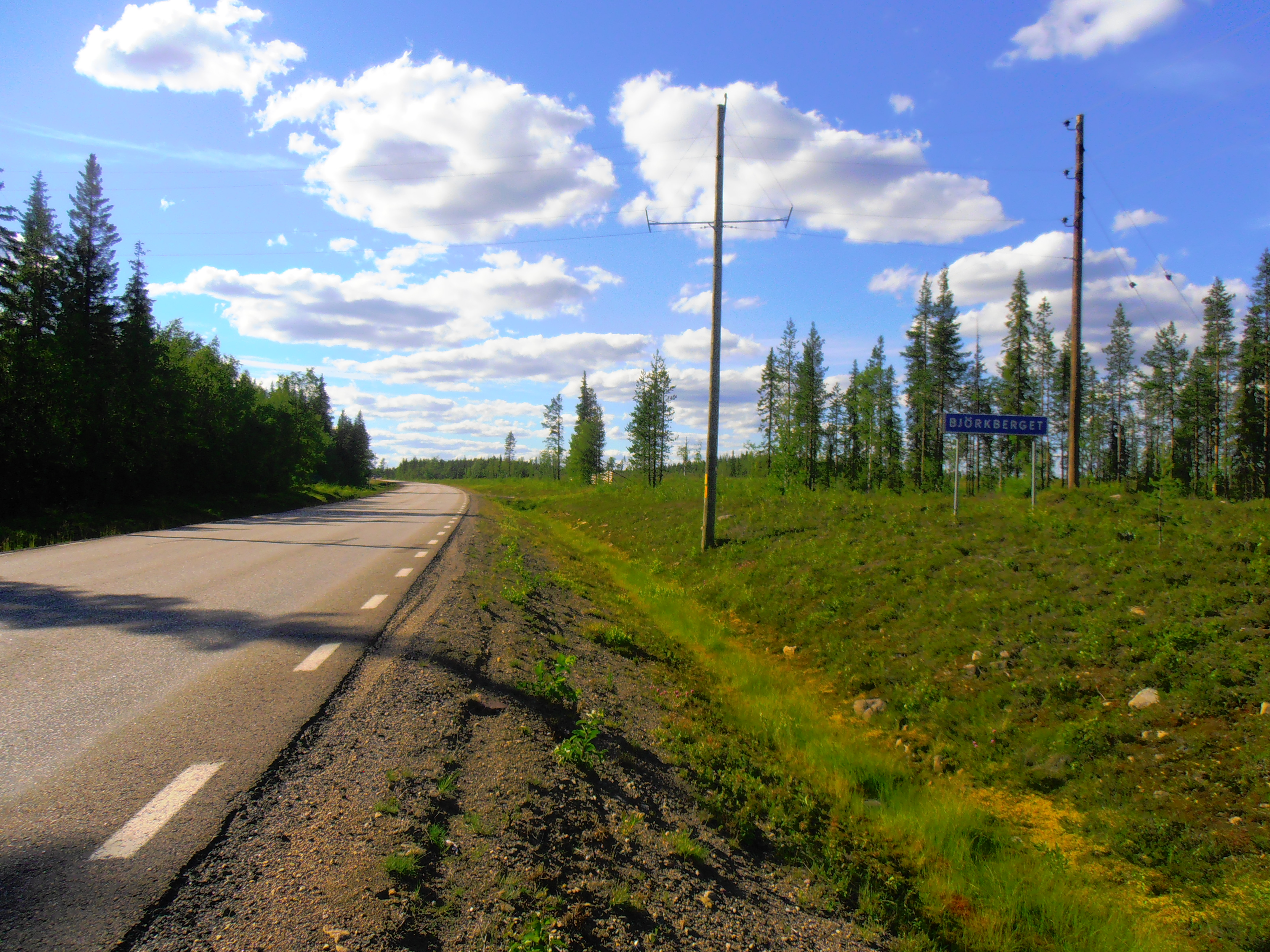
Infarten till Björkberget med ortsskylten.
Fotot taget i västlig riktning i juni 2016.

Björkberget är en ort i Gällivare kommun och Gällivare socken, Norrbottens län. Björkberget ligger intill E10, nio kilometer söder om Leipojärvi och 12 kilometer norr om Hakkas. I juni 2016 fanns det enligt Ratsit 21 personer över 16 år registrerade med Björkberget som adress. Vid folkräkningen år 1890 fanns det två personer som var skrivna i byn.